# 梅竹賽
國立清華、陽明交通大學梅竹賽（簡稱梅竹賽）是位於臺灣新竹市相鄰的國立清華大學（代表為「梅」）與國立陽明交通大學（創始為國立交通大學，代表為「竹」）之間的年度學藝及體育校際錦標賽，約在每年的二、三月在兩校舉行，由兩校學生組成的「梅竹籌備委員會」主辦，其中民國偶數年由國立陽明交通大學學生會召集，國立清華大學學生會協辦；奇數年則反之。
梅竹賽創始於民國58年（1969年），截至民國114年（2025年），梅竹賽已至第57屆，其中37屆有頒發總錦標，國立陽明交通大學以22比15領先國立清華大學，另外平手4次、全面友誼賽5次、停賽10次，因爭議未完成比賽1次。梅竹賽的比賽項目各年間時有調整，有多年因種種因素而全面停賽，或是改為不計點之友誼賽。但梅竹賽的名聲在新竹地區廣為流傳，已成為兩校每年初春時節共同的盛事。

## 歷史沿革

### 創始
清華大學與交通大學在台復校後，因兩校校地位置相鄰，且學生人數相近，而學生之背景與就讀的科系性質亦相似，所以兩校同學彼此之間在生活、課業與活動的往來就相當的頻繁，因而不斷的有聯誼活動。
民國55年（1966年），兩校之間曾舉辦過技藝對抗賽。民國57年（1968年），時任交通大學活動中心幹事的錢鋒獲得課外活動組主任戈武及學校的允諾，開始籌備一個由清大及交大學生參與的大型競技活動，不讓英國牛津、劍橋大學之間的划船比賽專美於前。當時錢鋒找上清大的徐範，商議舉辦一個可以延續的大型比賽，雙方皆認為此項比賽對促進兩校同學間情感交流、生活調劑、學藝及體育發展等等，因此達成共識，決定舉辦這項比賽。梅竹錦標賽的成立宗旨為增進兩校間感情交流，發揚合作精神，並培養兩校學藝與體育活動的風氣。
57學年度寒假結束後，兩方積極籌畫舉辦比賽，關於比賽的名稱，起初將兩校名稱排列組合一番，但沒有滿意的名稱，後來清大提議校內有紀念梅貽琦校長的梅園，可以用「梅」作為代表字；交大則有紀念淩竹銘校長的竹銘館，可以用「竹」作為代表字。關於名稱要定為「梅竹」或「竹梅」，在典故中有「松竹梅」是竹在前，但有「青梅竹馬」是梅在前，後清大張致一教授提議以擲硬幣決定，當時一元硬幣一面圖案是梅花，另一面則是蝴蝶蘭，若出現蝴蝶蘭為「竹梅」，若出現梅花為「梅竹」，擲硬幣結果出現梅花，因而定名為「梅竹賽」。

### 擴大社會參與
梅竹賽自創立後，逐漸受到社會各界重視，也多有中央政府首長蒞臨參與開幕。根據歷年紀錄，1975年第七屆乙卯梅竹邀請嚴家淦副總統蒞臨，為首度有中央政府首長蒞臨開幕典禮。1978年第十屆戊午梅竹由行政院長蔣經國頒贈總錦標。1982年第十四屆壬戌梅竹首度將梅竹賽移師校外比賽，足球移至新竹縣立體育場；籃球、排球移至新竹縣立民眾活動中心，開幕典禮邀請謝東閔副總統蒞臨。
1995年第二十七屆乙亥梅竹開幕典禮於3月3日舉行，當日李登輝總統蒞臨國立交通大學參加開幕典禮，並致詞讚揚梅竹精神，該屆為至今唯一邀請國家元首蒞臨致詞的梅竹賽。1997年第二十九屆丁丑梅竹開幕典禮，邀請新竹市長童勝男蒞臨。之後邀請新竹市長作為開幕嘉賓成為慣例，多為新竹市長出席，或由副市長代理。
隨著互联网興起，1995年乙亥梅竹為首度在網路上直播比賽實況，之後歷屆梅竹賽均設立官網，並從事賽事網路直播。

### 建立品牌 衍生多元賽事
梅竹賽的名聲在新竹地區廣為流傳，已成為兩校每年初春時節共同的盛事。另外相較於每年二、三月兩校對抗的梅竹錦標賽，另有多項以「梅竹」為名的競賽，包括由2006年起，每年由兩校校友會舉辦的「老梅竹賽」；兩校各學院、各系之間的「小梅竹」；海外地區（包括大華府地區、舊金山灣區）梅竹賽；自2012年起開辦的「梅竹電競」等，已由原先梅竹賽衍生出多元的賽事。

## 歷屆口號
根據過去紀錄，梅竹賽最早有當屆口號始於1998年第30屆戊寅梅竹，自2008年第40屆戊子梅竹起，除了2020年因2019冠状病毒病疫情停賽之外，即使最後未舉辦梅竹賽的2013年、2014年，亦有產生出當屆口號。過去口號內容常見元素包含校名、屆次、干支等，2023年首度加入兩校的吉祥物：清大「熊貓」、陽明交大「狐狸」。
- 第30屆—戊寅梅竹（1998年）：梅影竹韻，迎風而立[12]
- 第33屆—辛巳梅竹（2001年）：梅竹心事，辛巳梅竹[14]
- 第34屆—壬午梅竹（2002年）：壬者之爭，梅竹起午[14]
- 第40屆—戊子梅竹（2008年）：梅竹肆拾，大四喜[15]
- 第41屆—己丑梅竹（2009年）：微笑梅竹，關懷新竹[14]
- 第42屆—庚寅梅竹（2010年）：梅竹肆貳，熱情四射[16]
- 第43屆—辛卯梅竹（2011年）：辛卯四三年，梅竹夜未眠[17]
- 第44屆—壬辰梅竹（2012年）：壬定勝天，辰敗梅竹[18]
- 第45屆—癸巳梅竹（2013年）：梅竹四五屆，清交癸巳虐[17]
- 第46屆—甲午梅竹（2014年）：梅竹風雨今朝度，甲午破浪新局開[14]
- 第47屆—乙未梅竹（2015年）：梅竹餘韻猶未已，乙未復興奏昇平[19]
- 第48屆—丙申梅竹（2016年）：清梅交竹立，千古彪炳伸[14]
- 第49屆—丁酉梅竹（2017年）：清交友立四九載，丁酉梅竹賽春芳[14]
- 第50屆—戊戌梅竹（2018年）：梅竹風雲半世紀，清交叱吒戊戌年[20]
- 第51屆—己亥梅竹（2019年）：己亥歲，鑼聲響；梅竹魂，再遠揚[21]
- 第53屆—辛丑梅竹（2021年）：辛竹熱血添意氣，丑梅相爭共輝煌[22]
- 第54屆—壬寅梅竹（2022年）：壬寅梅竹至，驕陽清風爭[23]
- 第55屆—癸卯梅竹（2023年）：癸利學子，馳騁賽場炫奇爭勝；卯盡才智，熊騰狐躍揮汗發奮[13]
- 第56屆—甲辰梅竹（2024年）：狐皮披肩，甲面騎士出動；熊心壯志，辰功唾手可得[24]
- 第57屆—乙巳梅竹（2025年）：熊躍狐伏，乙伺良機；竹嘯梅舞，巳意競技[25]

## 歷年成績

### 第1—10屆
| 年度               | 歲次 | 總錦標 | 比數  | 桌球 | 羽球 | 棋藝 | 棋藝 | 橋藝 | 網球 | 棒球 | 女籃 | 男籃 | 男排 | 女排 | 足球 | 國演 | 接力 | 國辯 | 英演 | 拔河 | 趣味 | 備註                                                                      | 參考         |
| 年度               | 歲次 | 總錦標 | 比數  | 桌球 | 羽球 | 象棋 | 圍棋 | 橋藝 | 網球 | 棒球 | 女籃 | 男籃 | 男排 | 女排 | 足球 | 國演 | 接力 | 國辯 | 英演 | 拔河 | 趣味 | 備註                                                                      | 參考         |
| ------------------ | ---- | ------ | ----- | ---- | ---- | ---- | ---- | ---- | ---- | ---- | ---- | ---- | ---- | ---- | ---- | ---- | ---- | ---- | ---- | ---- | ---- | ------------------------------------------------------------------------- | ------------ |
| 民國58年（1969年） | 己酉 | 清大   | 10：4 | 梅   | 竹   | 梅   | 梅   | 竹   | 竹   | 梅   | 梅   | 梅   | 梅   |      | 竹   |      |      |      |      |      |      | 紀錄比數為10：4（共14項目），但有顯示的項目僅有11項                       | [ 26 ] [ 4 ] |
| 民國59年（1970年） | 庚戌 | 交大   | 12：4 | 竹   | 竹   | 竹   | 竹   | 竹   | 竹   | 竹   |      | 梅   | 梅   |      | 竹   | 梅   | 梅   | 竹   | 竹   | 竹   |      | 象棋、圍棋合併為棋藝。紀錄比數為12：4（共16項目），但有顯示的項目僅有14項 | [ 26 ] [ 4 ] |
| 民國60年（1971年） | 辛亥 | 清大   | 7：6  | 梅   | 竹   | 竹   | 竹   |      |      | 梅   |      | 梅   | 梅   |      |      | 梅   | 梅   | 梅   |      |      |      | 紀錄比數為7：6（共13項目），但有顯示的項目僅有9項                         | [ 26 ] [ 4 ] |
| 民國61年（1972年） | 壬子 |        |       |      |      |      |      |      |      |      |      |      |      |      |      |      | 梅   | 梅   | 竹   | 梅   |      | 改為梅竹聯誼週                                                            | [ 4 ]        |
| 民國62年（1973年） | 癸丑 | 交大   | 6：5  |      |      | 梅   | 梅   | 竹   |      | 梅   |      | 梅   | 梅   |      | 竹   |      | 竹   | 竹   | 竹   | 梅   | 竹   |                                                                           | [ 4 ]        |
| 民國63年（1974年） | 甲寅 | 清大   | 7：2  |      |      | 梅   | 梅   | 梅   |      | 竹   | 梅   | 梅   | 梅   |      |      |      | 竹   |      | 梅   | 梅   |      |                                                                           | [ 4 ]        |
| 民國64年（1975年） | 乙卯 | 交大   | 8：3  |      |      | 竹   | 竹   | 梅   |      | 竹   |      | 梅   | 竹   |      | 竹   |      | 梅   | 竹   | 竹   | 竹   | 竹   |                                                                           | [ 4 ]        |
| 民國65年（1976年） | 丙辰 | 平手   | 5：5  |      |      | 竹   | 竹   | 梅   |      | 竹   |      | 梅   | 梅   |      | 竹   |      | 竹   | 梅   | 竹   | 梅   |      |                                                                           | [ 4 ]        |
| 民國66年（1977年） | 丁巳 | 交大   | 10：1 |      |      | 竹   | 竹   | 竹   |      | 竹   |      | 竹   | 梅   |      | 竹   |      | 竹   | 竹   | 竹   | 竹   | 竹   |                                                                           | [ 4 ]        |
| 民國67年（1978年） | 戊午 | 交大   | 7：4  |      |      | 竹   | 竹   | 竹   |      | 梅   |      | 竹   | 竹   |      | 竹   |      | 梅   | 梅   | 竹   | 梅   | 竹   |                                                                           | [ 4 ]        |

### 第11—20屆
| 年度               | 歲次 | 總錦標 | 比數  | 桌球 | 羽球 | 棋藝 | 橋藝 | 網球 | 棒球 | 女籃 | 男籃 | 男排 | 女排 | 足球 | 接力 | 國辯 | 英演 | 拔河 | 趣味 | 備註             | 參考  |
| ------------------ | ---- | ------ | ----- | ---- | ---- | ---- | ---- | ---- | ---- | ---- | ---- | ---- | ---- | ---- | ---- | ---- | ---- | ---- | ---- | ---------------- | ----- |
| 民國68年（1979年） | 己未 | 清大   | 9：2  |      |      | 梅   | 梅   |      | 竹   |      | 梅   | 梅   |      | 竹   | 梅   | 梅   | 梅   | 梅   | 梅   |                  | [ 4 ] |
| 民國69年（1980年） | 庚申 |        |       |      |      |      |      |      |      |      |      |      |      |      |      |      |      |      |      | 因故停賽         | [ 4 ] |
| 民國70年（1981年） | 辛酉 | 交大   | 6：5  |      |      | 梅   | 竹   | 竹   | 梅   |      | 梅   | 竹   |      | 梅   | 竹   | 梅   | 竹   |      | 竹   |                  | [ 4 ] |
| 民國71年（1982年） | 壬戌 | 清大   | 8：3  |      |      | 梅   | 梅   |      | 梅   |      | 梅   | 竹   |      | 梅   | 竹   | 梅   | 梅   | 梅   | 竹   |                  | [ 4 ] |
| 民國72年（1983年） | 癸亥 | 交大   | 10：1 |      |      | 竹   | 竹   |      | 竹   |      | 竹   | 竹   |      | 竹   | 竹   | 竹   | 竹   | 梅   | 竹   |                  | [ 4 ] |
| 民國73年（1984年） | 甲子 |        |       |      |      |      |      |      |      |      |      |      |      |      |      |      |      |      |      | 因故停賽         | [ 4 ] |
| 民國74年（1985年） | 乙丑 |        |       |      |      |      |      |      |      |      |      |      |      |      |      |      |      |      |      | 因故停賽         | [ 4 ] |
| 民國75年（1986年） | 丙寅 |        |       |      |      |      |      |      |      |      |      |      |      |      |      |      |      |      |      | 因故停賽         | [ 4 ] |
| 民國76年（1987年） | 丁卯 |        |       | 竹   | 竹   | 竹   | 梅   | 竹   |      | 梅   | 梅   | 竹   | 竹   | 梅   |      | 梅   |      |      |      | 本屆為全面友誼賽 | [ 4 ] |
| 民國77年（1988年） | 戊辰 | 交大   | 8：5  | 竹   | 梅   | 竹   | 竹   | 竹   | 梅   | 梅   | 竹   | 竹   | 梅   | 梅   | 竹   |      | 竹   |      |      |                  | [ 4 ] |

### 第21—30屆
| 年度               | 歲次 | 總錦標 | 比數 | 桌球 | 羽球 | 棋藝 | 橋藝 | 網球 | 棒球 | 女籃 | 男籃 | 男排 | 女排 | 足球 | 國辯 | 備註         | 參考  |
| ------------------ | ---- | ------ | ---- | ---- | ---- | ---- | ---- | ---- | ---- | ---- | ---- | ---- | ---- | ---- | ---- | ------------ | ----- |
| 民國78年（1989年） | 己巳 | 交大   | 6：5 | 竹   | 梅   | 竹   | 梅   | 竹   | 竹   | 竹   | 梅   | 竹   | 梅   |      | 梅   |              | [ 4 ] |
| 民國79年（1990年） | 庚午 | 清大   | 8：3 | 竹   | 梅   | 竹   | 梅   | 梅   | 和   | 梅   | 梅   | 梅   | 梅   | 梅   | 竹   |              | [ 4 ] |
| 民國80年（1991年） | 辛未 | 清大   | 8：4 | 竹   | 梅   | 梅   | 梅   | 梅   | 梅   | 梅   | 竹   | 梅   | 竹   | 梅   | 竹   |              | [ 4 ] |
| 民國81年（1992年） | 壬申 | 平手   | 5：5 | 竹   | 梅   | 竹   | 梅   | 梅   | 停   | 竹   | 竹   | 竹   | 梅   | 梅   |      | 棒球因雨停賽 | [ 4 ] |
| 民國82年（1993年） | 癸酉 |        |      |      |      |      |      |      |      |      |      |      |      |      |      | 因故停賽     | [ 4 ] |
| 民國83年（1994年） | 甲戌 |        |      |      |      |      |      |      |      |      |      |      |      |      |      | 因故停賽     | [ 4 ] |
| 民國84年（1995年） | 乙亥 | 清大   | 6：5 | 梅   | 竹   | 梅   | 竹   | 梅   | 梅   | 竹   | 梅   | 竹   | 梅   | 竹   |      |              | [ 4 ] |
| 民國85年（1996年） | 丙子 | 平手   | 5：5 | 梅   | 竹   | 竹   | 梅   | 竹   | 梅   | 竹   | 梅   | 竹   | 梅   | 和   |      |              | [ 4 ] |
| 民國86年（1997年） | 丁丑 | 清大   | 7：3 | 梅   | 梅   | 竹   | 梅   | 竹   | 梅   | 竹   | 梅   | 梅   | 梅   | 和   |      |              | [ 4 ] |
| 民國87年（1998年） | 戊寅 | 清大   | 7：4 | 梅   | 梅   | 竹   | 梅   | 竹   | 梅   | 竹   | 梅   | 梅   | 梅   | 竹   |      |              | [ 4 ] |

### 第31—40屆
| 年度               | 歲次 | 總錦標 | 比數     | 桌球 | 羽球 | 棋藝 | 橋藝 | 網球 | 棒球 | 女籃 | 男籃 | 男排 | 女排 | 足球 | 備註                    | 參考  |
| ------------------ | ---- | ------ | -------- | ---- | ---- | ---- | ---- | ---- | ---- | ---- | ---- | ---- | ---- | ---- | ----------------------- | ----- |
| 民國88年（1999年） | 己卯 | 交大   | 6：5     | 竹   | 梅   | 竹   | 竹   | 梅   | 竹   | 竹   | 梅   | 梅   | 梅   | 竹   |                         | [ 4 ] |
| 民國89年（2000年） | 庚辰 |        |          |      |      |      |      |      |      |      |      |      |      |      | 因故停賽                | [ 4 ] |
| 民國90年（2001年） | 辛巳 | 清大   | 7：4     | 梅   | 竹   | 竹   | 竹   | 梅   | 梅   | 梅   | 竹   | 梅   | 梅   | 梅   |                         | [ 4 ] |
| 民國91年（2002年） | 壬午 | 交大   | 8：2     | 竹   | 竹   | 竹   | 竹   | 竹   | 竹   | 竹   | 竹   | 梅   | 梅   | 和   |                         | [ 4 ] |
| 民國92年（2003年） | 癸未 | 交大   | 6：4     | 竹   | 竹   | 梅   | 竹   | 竹   | 梅   | 竹   | 竹   | 梅   | 梅   | 和   |                         | [ 4 ] |
| 民國93年（2004年） | 甲申 | 交大   | 7：4     | 竹   | 竹   | 竹   | 竹   | 竹   | 梅   | 梅   | 梅   | 竹   | 梅   | 竹   |                         | [ 4 ] |
| 民國94年（2005年） | 乙酉 | 交大   | 6：5     | 梅   | 竹   | 竹   | 竹   | 梅   | 竹   | 梅   | 梅   | 竹   | 竹   | 梅   |                         | [ 4 ] |
| 民國95年（2006年） | 丙戌 | 交大   | 7.5：3.5 | 竹   | 竹   | 梅   | 竹   | 竹   | 竹   | 竹   | 梅   | 梅   | 竹   | 和   | 從本年開始和局各得0.5點 | [ 4 ] |
| 民國96年（2007年） | 丁亥 |        |          |      | 竹   |      |      | 梅   |      |      |      |      |      |      | 全面友誼賽              | [ 4 ] |
| 民國97年（2008年） | 戊子 | 交大   | 6.5：4.5 | 梅   | 竹   | 和   | 竹   | 竹   | 竹   | 梅   | 梅   | 竹   | 梅   | 竹   |                         | [ 4 ] |

### 第41—50屆
| 年度                | 歲次 | 總錦標 | 比數     | 桌球 | 羽球 | 棋藝 | 橋藝 | 網球 | 棒球 | 女籃 | 男籃 | 男排 | 女排 | 足球 | 備註                             | 參考   |
| ------------------- | ---- | ------ | -------- | ---- | ---- | ---- | ---- | ---- | ---- | ---- | ---- | ---- | ---- | ---- | -------------------------------- | ------ |
| 民國98年（2009年）  | 己丑 | 清大   | 6：4     | 梅   | 竹   | 梅   | 梅   | 竹   | 停   | 竹   | 竹   | 梅   | 梅   | 梅   | 棒球因雨停賽                     | [ 4 ]  |
| 民國99年（2010年）  | 庚寅 | 交大   | 7.5：3   | 梅   | 竹   | 竹   | 竹   | 竹   | 竹   | 竹   | 梅   | 竹   | 梅   | 竹   | 棋藝交大得0.5點                  | [ 4 ]  |
| 民國100年（2011年） | 辛卯 | 交大   | 5.5：4   | 梅   | 竹   | 竹   | 梅   | 梅   | 竹   | 竹   | 梅   | 竹   | 竹   | 停   | 棋藝交大得0.5點，足球停賽        | [ 4 ]  |
| 民國101年（2012年） | 壬辰 |        |          | 梅   | 梅   | 竹   | 梅   | 停   | 梅   | 停   | 梅   | 停   | 竹   |      | 全面友誼賽，網球、女籃、男排停賽 | [ 26 ] |
| 民國102年（2013年） | 癸巳 |        |          |      |      |      |      |      |      |      |      |      |      |      | 因故停賽                         | [ 26 ] |
| 民國103年（2014年） | 甲午 |        |          |      |      |      |      |      |      |      |      |      |      |      | 因故停賽                         | [ 26 ] |
| 民國104年（2015年） | 乙未 | 平手   | 5：5     | 梅   | 竹   | 梅   | 竹   | 梅   | 竹   | 梅   | 竹   | 梅   | 竹   |      |                                  | [ 26 ] |
| 民國105年（2016年） | 丙申 | 交大   | 6.5：3.5 | 梅   | 竹   | 和   | 竹   | 梅   | 竹   | 竹   | 梅   | 竹   | 竹   |      |                                  | [ 26 ] |
| 民國106年（2017年） | 丁酉 | 交大   | 5.5：3.5 | 梅   | 竹   | 和   | 竹   | 竹   | 停   | 梅   | 梅   | 竹   | 竹   |      | 棒球停賽                         | [ 26 ] |
| 民國107年（2018年） | 戊戌 | 清大   | 6：4     | 梅   | 竹   | 梅   | 梅   | 竹   | 梅   | 梅   | 竹   | 竹   | 梅   |      |                                  | [ 26 ] |

### 第51—60屆
| 年度                | 歲次 | 總錦標   | 比數     | 桌球 | 羽球 | 象棋 | 橋藝 | 網球 | 棒球 | 女籃 | 男籃 | 男排 | 女排 | 備註                                         | 參考   |
| ------------------- | ---- | -------- | -------- | ---- | ---- | ---- | ---- | ---- | ---- | ---- | ---- | ---- | ---- | -------------------------------------------- | ------ |
| 民國108年（2019年） | 己亥 |          |          | 停   | 停   | 停   | 竹   | 停   | 停   | 停   | 竹   | 停   | 停   | 全面友誼賽                                   | [ 26 ] |
| 民國109年（2020年） | 庚子 |          |          |      |      |      |      |      |      |      |      |      |      | 因2019冠状病毒病疫情全面停賽                 | [ 26 ] |
| 民國110年（2021年） | 辛丑 |          |          |      |      | 梅   | 竹   |      |      |      | 竹   |      |      | 因紛爭導致本屆梅竹賽破局，後部分項目自行比賽 | [ 29 ] |
| 民國111年（2022年） | 壬寅 | 清大     | 5.5：4.5 | 竹   | 梅   | 和   | 竹   | 竹   | 梅   | 梅   | 竹   | 梅   | 梅   |                                              | [ 30 ] |
| 民國112年（2023年） | 癸卯 | 清大     | 7：3     | 竹   | 竹   | 梅   | 竹   | 梅   | 梅   | 梅   | 梅   | 梅   | 梅   |                                              | [ 31 ] |
| 民國113年（2024年） | 甲辰 | 陽明交大 | 6：4     | 竹   | 竹   | 梅   | 竹   | 梅   | 梅   | 竹   | 竹   | 竹   | 梅   |                                              | [ 32 ] |
| 民國114年（2025年） | 乙巳 | 陽明交大 | 7：3     | 竹   | 竹   | 梅   | 竹   | 梅   | 竹   | 竹   | 竹   | 梅   | 竹   |                                              | [ 33 ] |

## 傳奇賽事

### 1999年己卯梅竹－世紀末驚天一擊 逆轉三分砲
1999年3月17日，己卯梅竹賽之棒球比賽於交大棒球場比賽，比賽採七局制，由國立清華大學先攻、國立交通大學後攻。一局上在交大的失誤下，清大以2：0領先；四局上清大再得1分，3：0領先；五局下，交大擊出一支陽春全壘打，之後靠連續安打再得1分，但清大仍以3：2領先；六局上清大回敬一支陽春全壘打，以4：2領先。七局下半於兩人出局後，兩人在壘，交大第四棒李兆平在一好一壞球數下，擊出逆轉的三分全壘打，終場交大以5X：4取得本場比賽勝利。交大並取得關鍵的一點，在己卯梅竹賽以6：5獲得總錦標。
| 清華大學                                                       | 2 | 0 | 0 | 1 | 0 | 1 | 0  | 4  |
| 交通大學                                                       | 0 | 0 | 0 | 0 | 2 | 0 | 3X | 5X |
| 全壘打： 清大：6上（1分） 交大：5下（1分）、李兆平（7下，3分） |   |   |   |   |   |   |    |    |

### 2005年乙酉梅竹－0得分MVP
2005年3月5日，乙酉梅竹之女籃比賽，交大女籃5號，工業工程與管理學系大三的劉姿儀擔任控球後衛，在本場次獨得了28分。由於劉姿儀的精采表現，第三節時，交大一度領先清大11分，清大女籃教練齊璘指派15號李之安對劉姿儀進行緊迫盯人的貼身防守。李之安為清大化學系大三學生，但並非清大女籃隊主力球員，過去比賽中上場的機會並不多。在李之安有效防守下，清大逐漸將比分追上，最後清大以65比58逆轉贏了這場比賽，讓交大為之心碎。賽後清大學生在網路上票選李之安為這場比賽的最有價值球員，雖然李之安一分未得，但有效防守對方主力，使其未能再得分，實為球隊勝利關鍵。
清大徐遐生校長在賽後，以「梅竹精神」為標題，發文讚揚雙方教練與運動員對於競賽的積極的投入，表現了良好的運動員風範。並表示兩校的女籃隊之戰，為當屆最能展現梅竹賽精神的一場比賽。

## 相關賽事
相較於由「梅竹籌備委員會」辦理，每年二、三月兩校對抗的學藝及體育校際錦標賽，另有多項以「梅竹」為名的競賽，列示於下：

### 老梅竹
「老梅竹」指兩校畢業校友之間的比賽。清大校友服務中心、交大校友會於2006年起，每年均辦理老梅竹賽。隨著時間演進，賽制逐漸完備，至2010年第五屆「老梅竹」共有8個項目，直到2022年均維持這些項目，分別為排球、桌球、網球、足球、籃球、羽球、棒球與橋藝，分成兩天比賽，通常訂於四月的兩個星期六，例如2022年老梅竹為4月9日與4月23日，2023年為4月8日與4月22日，2024年為4月13日與4月27日。不同於梅竹賽雙方對抗氣氛較濃厚，雙方火力班互別苗頭；老梅竹以聯誼性質為主，常見親友團啦啦隊互相加油，讓眾人重溫昔日梅竹賽的種種情景。2023年「老梅竹」增加象棋項目，比賽項目增加至9項。
另外，還有「老梅竹高爾夫球賽」，原則上為每年舉行一次。

### 小梅竹
「小梅竹」為兩校各學院、各系之間的比賽，比賽的項目除了常見的籃球、排球、壘球、羽球、桌球、網球、大隊接力等運動項目外，可能有歌唱、麻將、知識王、電競、大胃王等項目。常態辦理的小梅竹包括「理學院小梅竹」、「生科小梅竹」、「人社小梅竹」、「管院小梅竹」、「教育學程小梅竹」等。

### 海外地區梅竹賽
海外地區兩校畢業校友之間，經常性舉辦梅竹相關活動有兩個地區，分別為美國東岸大華府地區（包含马里兰州、华盛顿哥伦比亚特区），以及美國西岸的舊金山灣區（簡稱灣區）。大華府地區梅竹賽始於1998年，參加的成員包含兩岸五所交通大学、兩所清華大學，每年於6月至9月間舉辦。自2014年起，加入北京大学，改稱為松竹梅賽至今。2023年大華府梅竹松賽於7月22日展開，8月舉辦多場活動，包括足球、桌球、羽毛球、網球、跑步等。
灣區梅竹賽始於2004年，至2013年第十屆灣區梅竹賽共有羽球、高爾夫球、壘球、桌球、橋牌、網球、排球、籃球，以及保齡球共9個項目。2023年9月舉辦灣區小梅竹。

### 梅竹電競
梅竹電競於2012年開辦，自此之後約於每年梅竹賽期間均舉辦「梅竹電競」活動，舉辦的緣由為電競比賽在臺灣越來越受到矚目，而校園中也有許多愛好電競的學生。「梅竹電競」賽事獨立於「梅竹賽」，由不同的工作小組舉辦，例如2013年與2014年梅竹賽均停辦，但這兩年仍有舉辦梅竹電競。舉辦項目多以當時熱門的電競比賽項目為主，亦考量是否有足夠的參加者。例如2014年比賽項目為《英雄联盟》與《跑跑卡丁车》，曾討論《星海爭霸II：自由之翼》，但後來未排入賽事。2024年甲辰梅竹電競於2月29日舉辦，比賽項目有《傳說對決》、《特戰英豪》、《英雄聯盟》3個項目。

## 影響與迴響
過去，由於兩校師生爭勝意念強烈，在梅竹賽籌備過程中往往互不相讓，有多年因談判破裂導致該屆賽事停辦。例如，曾擔任1984年甲子梅竹賽籌委、清大校友黃創夏，曾解釋1984—1986年之間連續三年梅竹賽停辦的緣由。他表示1984年時兩校師生對立情況十分嚴重，雙方極度重視梅竹賽勝負，並將課外活動補助社團的經費全數投入準備梅竹賽，所有的新生入校後，依體格、專長分發至各類代表隊加強訓練。黃創夏形容這種情況為：
勝負，不再是君子之爭了，而是面子之爭，是一種圖騰之戰，是一種你死我活的資源總動員。
當時籌備梅竹賽賽過程中，雙方為了爭取對己方有利的條件搞得筋疲力盡，一位籌委提議停辦四年梅竹賽，「讓看過所有恩恩怨怨的兩校學子，都離開了，讓世仇劃下句點」。此提議一出，雙方籌委一致叫好，後續造成連續三年梅竹賽的停辦。
除了賽前雙方無法取得共識造成停賽，也有許多賽事在舉辦後因紛爭導致無法進行。例如，1987年丁卯梅竹賽女籃球項目清大獲勝後，有清大學生鼓譟高唱校歌並高喊「驅竹出境」；隔日桌球項目交大獲勝後，有交大學生將沖天炮射向散場人群。之後雙方各執一詞，賽程停頓，陷入僵局。清大宣布之後的棒球、大隊接力項目罷賽。截至2024年，因紛爭影響賽事最嚴重的一屆為2021年辛丑梅竹賽。該屆因棒球、羽球兩個項目的爭議，開幕式中，清大師長集體缺席聲援學生，開幕嘉賓新竹市副市長沈慧虹亦臨時取消參加開幕式行程。此屆大部分項目因清大抵制而無法進行，雙方鬧僵的局面為梅竹賽史上頭一遭。
在賽場上的比拚之外，兩校學生在賽場外的互相較勁也十分常見。歷屆賽事中，最富爭議的行為，為在賽事進行前夕的「夜襲」，常見的方式為偷掛標語、放符紙、灑藥水等。雖然兩校校方三令五申約束學生行為，但脫序行為（如破壞公物）仍時常發生。
梅竹賽已舉辦超過半個世紀，各界對於梅竹賽有不同的解讀。交大校長郭南宏曾表示「贏了可以嚐到勝利的滋味，輸了能記取教訓，明年再來。梅竹賽是個很好的機會教育，培養學生經得起失敗挫折的能力」。清大徐遐生校長曾在「梅竹精神」一文表示「雙方的求勝心彰顯了梅竹賽的精神，也彰顯了生命美好的本質。真正的勝利並不是誰打敗了對方，而在是否已盡了全力將自己所擅長的技能發揮到極致」。
梅竹賽的創始人之一，1969年擔任交大學生活動中心總幹事的錢鋒提出，梅竹賽最重要的意義為「創造跟延續一個美好的共同記憶」，他給予舉辦梅竹賽的三點忠告：1. 辦好比賽，而非一定要贏；2. 客隨主便，兩方每隔一年互為主客人，尊重主辦方想法；3. 高手禮讓，實力過於突出者，在某一屆贏得比賽後，可自行宣告不再參與下屆比賽，形成佳話。

## 外部連結
- 清大的相關組織與社群媒體：梅竹龐達熊—梅竹工作會的Facebook專頁、清華大學梅竹工作會的Instagram帳戶、清大火力班的Facebook專頁、清大梅竹火力班的Instagram帳戶
- 陽明交大的相關組織與社群媒體：國立陽明交通大學梅竹後援會—梅後的Facebook專頁、交大火力班的Facebook專頁